# كيليتشي إيهيناتشو
كيليتشي بروميس إيهيناتشو (بالإنجليزية: Kelechi Iheanacho)‏ (مواليد 3 أكتوبر 1996)، هو لاعب كرة قدم نيجيري يلعب لنادي ليستر سيتي، ومنتخب نيجيريا كمهاجم.

## روابط خارجية
- كيليتشي إيهيناتشو على موقع الاتحاد الدولي (مؤرشف)  (الإنجليزية)
- كيليتشي إيهيناتشو على موقع الاتحاد الأوربي (الإنجليزية)
- كيليتشي إيهيناتشو على موقع قاعدة بيانات كرة القدم.إي يو (الإنجليزية)
- كيليتشي إيهيناتشو على موقع ليكيب (الفرنسية)
- كيليتشي إيهيناتشو على موقع ناشيونال فوتبول تيمز (الإنجليزية)
- كيليتشي إيهيناتشو على موقع Soccerbase.com (لاعب) (الإنجليزية)
- كيليتشي إيهيناتشو على موقع Soccerway.com (الإنجليزية)
- كيليتشي إيهيناتشو على موقع عالم كرة القدم.نت (الإنجليزية)
- كيليتشي إيهيناتشو على موقع AS.com (الإسبانية)
- كيليتشي إيهيناتشو – سجل منافسات اليويفا